# Jess Bond
Pour les articles homonymes, voir Bond.
Jess Bond est une réalisatrice américaine née le 13 juin 1982. Elle a choisi un pseudonyme pour prendre ses distances avec son père Paul Manafort.

## Filmographie
- 2005 : Liminality
- 2007 : Remember the Daze (en)
- 2018 : Rosy